# 1523 w literaturze
Wydarzenia literackie w 1523 roku.

## Nowe poezje
- polskie
  - Mikołaj Hussowczyk – Pieśń o żubrze

## Urodzili się
- Jan Blahoslav – czeski humanista
- Gaspara Stampa – poetka włoska (zm. 1554)